# 伊勢真弓
伊勢 真弓（いせ まゆみ、1984年11月10日 - ）は、広島県出身の元レースクイーン、イベントコンパニオンである。
2009年4月末でスタイルコーポレーションを退所。その後結婚し、現在は一時の母となっている。

## 人物
- 趣味：旅行、カラオケ、犬の世話
- 特技：エレベーターガールのものまね
- 好きな色：黄緑、白、水色、ピンク

## 主な活動

### レースクイーン
- SUPER GT「GREEN TEC KUMHO サーキットレディ」（2008年）
他のメンバーは横部実佳、中川知映、渕脇レイナ。現在でもこの3人とは仲が良いとのこと。

### イベントコンパニオン
- 東京モーターショーMAZDAブース（2007年）
- 東京オートサロンSUBARUステージモデル（2008年）

### その他
- DREAMラウンドガール（2008年）
- 大晦日格闘技興行「Dynamite!!」ラウンドガール
- KONAMIスポーツクラブスチールモデル
- 欽ちゃん&香取慎吾の仮装大賞（日本テレビ系）バニーガール（2008年 - 2009年）